# Karl de Blaas

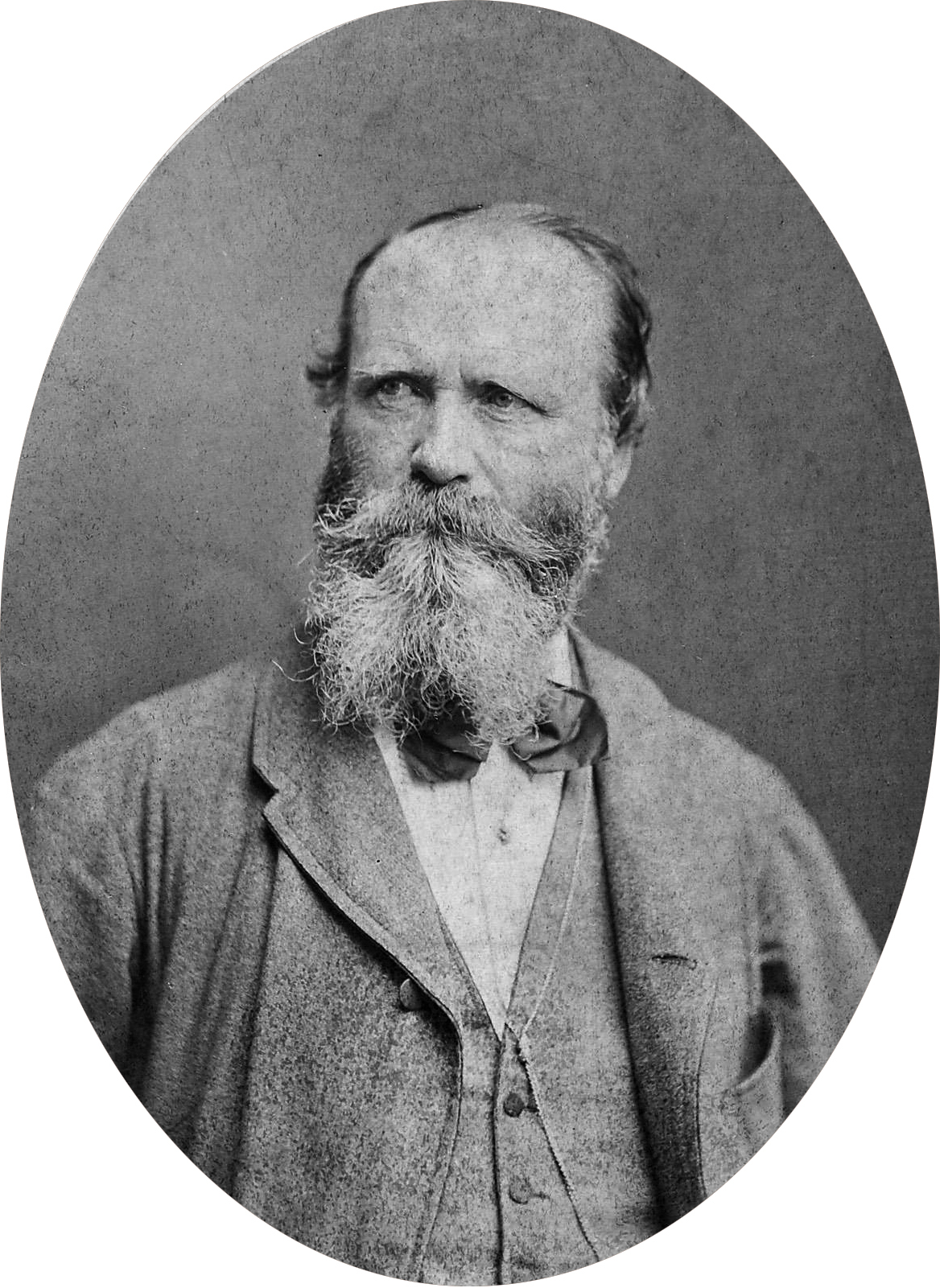
Karl de Blaas

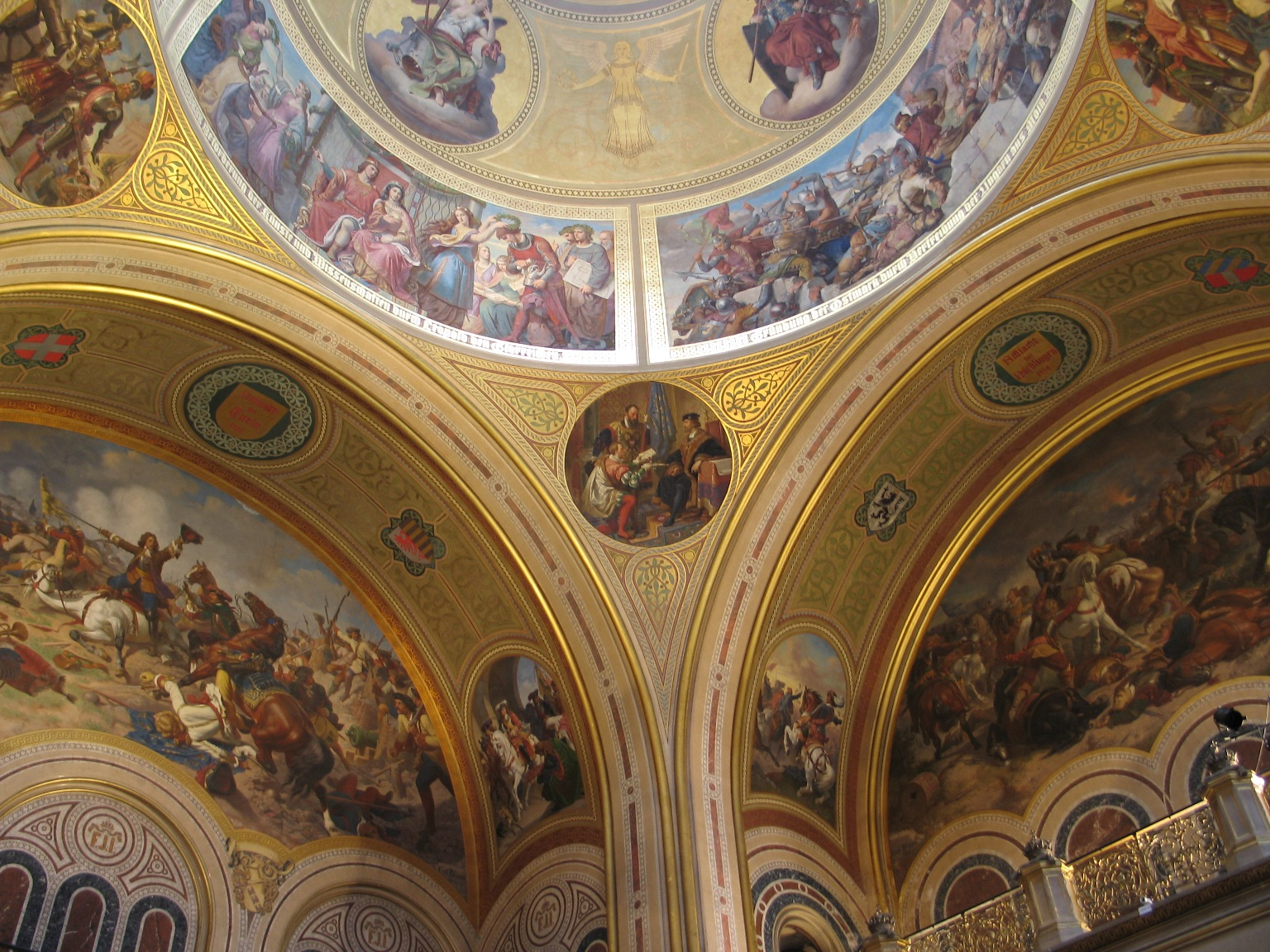
Freski w Heeresgeschichtliches Museum

Karl de Blaas (zwany "Karl von Blaas", ur. 28 kwietnia 1815 w Nauders, zm. 19 marca 1894 w Wiedniu) – austriacki malarz historyczny i rodzajowy, ojciec Eugeniusza de Blaas.
Ukończył studia w Akademii Sztuki w Wenecji. Po studiach przebywał i dokształcał się w Rzymie i Florencji. Pozostawał pod wpływem Friedricha Overbecka. W 1851 otrzymał profesurę Akademii Wiedeńskiej. Wówczas wsławił się jako malarz fresków, m.in. w Altlerchenfelder Pfarrkirche, czy Heeresgeschichtlichen Museum. W 1855 otrzymał nagrodę na wystawie światowej w Paryżu. Rok później objął profesurę Akademii Weneckiej.
Znany był jako malarz rodzajowy, portretowy i historyczny. Swą sławę portrecisty ugruntował już mając 20-kilka lat, dzięki wyróżnieniom zdobytym na wystawach w Wenecji. Zaś jego malarstwo historyczne cieszyło się uznaniem wśród arystokracji i wyższych sfer monarchii habsburskiej. Do jego uczniów należeli m.in. Leopold Carl Müller, synowie Eugeniusz i Juliusz.